# Gyretes lepidus
Gyretes lepidus is een keversoort uit de familie van schrijvertjes (Gyrinidae). De wetenschappelijke naam van de soort is voor het eerst geldig gepubliceerd in 1965 door Ochs.